# Condado de Camrose
El condado de Camrose es un distrito municipal canadiense situado en la provincia de Alberta.

## Superficie
Camrose tiene una superficie de 3291,75 km².

## Demografía
En 2021, tenía 8504 habitantes, una densidad poblacional de 2,6 hab./km², y 3688 viviendas.